# 宍粟市立道谷小学校
宍粟市立道谷小学校（しそうしりつ どうだにしょうがっこう）は、兵庫県宍粟市にあった公立小学校。2005年に行われた市町村合併によりこの校名となる。合併前の校名は「波賀町立道谷小学校」。30年前より里親方式の山村留学を実施し都会からの児童を受け入れてきた。2015年3月31日をもって宍粟市立波賀小学校へ統合した。

## 概要
2013年4月時点の児童数は9名（うち山村留学生4名）、教職員10名。道谷小学校は兵庫県と鳥取県の県境近くにある豊かな自然環境に囲まれたところにある。冬季には1m以上の積雪があり、3学期の体育はスキーを行っている。
周辺地域の過疎化が進んでおり、1983年から山村留学の募集を行っていた。2012年11月には山村留学制度発足30周年記念式典を実施した。2013年までの受入数は31年でのべ204名。募集は1年単位で最長3年間。道谷小学校の山村留学制度はセンター方式ではなく、留学児童は里親の家にステイする。この方式の山村留学制度では現在西日本で最長である。

## 学校行事
- 4月 歓迎式・始業式・花見給食会
- 5月 親子運動会・田植え・さつまいも植え・茶つみ
- 6月 プール開き・合宿
- 7月 水泳教室
- 8月 親子奉仕作業
- 9月 一輪車教室・地域ぐるみ秋季大運動会
- 10月	修学旅行・戸倉、道谷秋祭り・合宿・いねかり・氷ノ山登山
- 11月	学習発表会・収穫感謝祭・マラソン大会
- 12月	しめ縄作り
- １月	年賀状交換、抽選会・体育スキー開始・書初展
- ２月	スキー教室
- ３月	６年生を送る会・修了式・卒業式

## 通学区域
- 通学地域 宍粟市道谷地区、戸倉地区

## 進学先中学校
- 宍粟市立波賀中学校

## 校区内の主な施設
- 氷ノ山後山那岐山国定公園

## 交通
- 中国自動車道山崎インターチェンジから車で50分